# 特爾費爾伍茲 (喬治亞州)
特爾費爾伍茲（英語：Telfair Woods）是位於美國喬治亞州伯克縣的一個非建制地區。該地的面積和人口皆未知。

## 地理
特爾費爾伍茲的座標為33°05′37″N 81°49′25″W / 33.09361°N 81.82361°W，而該地的平均海拔高度為85米（即279英尺）。